# Anua ochrifusca
Anua ochrifusca är en fjärilsart som beskrevs av Embrik Strand 1913. Anua ochrifusca ingår i släktet Anua och familjen nattflyn. Inga underarter finns listade i Catalogue of Life.